# 多田昌綱
多田 昌綱（ただ まさつな）は、戦国時代から江戸時代前期にかけての武将。三八郎。祖父は、甲斐武田家に仕えた「武田の5名臣」の一人・多田昌澄。

## 略歴
多田昌俊の子として生まれる。母は金丸虎義の娘。
永禄10年（1567年）12月、父・昌俊が武蔵国岩槻（埼玉県さいたま市岩槻区）で戦死後、幼少の昌綱は、外戚の土屋昌次に養育された。武田氏の滅亡後は徳川家康に仕えた。
天正12年（1584年）、小牧・長久手の戦いに従軍する。
天正18年（1590年）、武蔵国鉢形で采地を与えられた。
天正19年（1591年）に九戸政実の乱に従軍した。慶長5年（1600年）の関ヶ原の戦いの際は徳川秀忠率いる東山道軍に参加し、第二次上田合戦に加わった。
慶長6年（1601年）、徳川義直の傅となり、300石を加増された。
慶長10年（1605年）1月20日、死去。39歳。法名は法三。
子孫は徳川氏の旗本となった。

## 一族
多田一族は武田氏に従い、およその一族は天正3年（1575年）の長篠の戦いや天正10年（1582年）の天目山の戦いにて戦死したとされている。『寛永諸家系図伝』『甲陽軍鑑』『甲斐国志』に拠れば、多田昌治（昌春、三八郎の長男）と子の新蔵昌勝は長篠で戦死した。昌治の次男の久蔵昌綱は叔父の昌俊（三八郎の三男）の養子となっていたが、一族の角助昌繁らと田野で戦死したとされている。
多田昌俊に関しては、武田家を出奔して相模国の後北条氏に仕え、永禄10年（1567年）12月に武蔵国岩槻（埼玉県さいたま市岩槻区）で戦死したとも、武田家滅亡に伴い殉死したともされている。
昌綱の子孫に幕末の幕臣・山岡鉄舟がいる。